# منسفیلد (جورجیا)
منسفیلد، جورجیا (به انگلیسی: Mansfield, Georgia) یک شهر در ایالات متحده آمریکا با جمعیت ۴۱۰ نفر است که در جورجیا واقع شده‌است.

## موقعیت جغرافیایی
موقعیت جغرافیایی شهرها و مناطق اطراف به شرح زیر است: